# Дзека
Дзека (*д/н — бл. 1843) — 27-й мвене-мутапа (володар) Мономотапи в 1830—1843 роках.

## Життєпис
Походив з династії Мбіре. Син мвене-мутапи Чуфомбо. Близько 1828 року повстав проти брата Кандеї I, якого повалив близько 1830 року. Втім боротьба з ним тривала, оскільки повалений правитель отримав підтримку низки вождівств.
У 1835—1836 роках мвене-мутапа Дзека зіткнувся з навалою племен нгоні, що спробували захопитис олицю Мономотапи — Чідіму. Незважаючи на успішний її захист країна була сплюндрована, а торгівельні шляхи порушені. Держава все більше занепадала. Близько 1843 року повалений небожем Катарузою.